# František Tomášek
František Tomášek   (Studénka, 30 de juny de 1899 - Praga, 4 d'agost de 1992) va ser un cardenal de l'Església Catòlica a Bohèmia, sent el 34è Arquebisbe de Praga. La seva «cauta però resoluda oposició al règim comunista txecoslovac ajudà a la seva dissolució pacífica en la Revolució de Vellut de 1989»

## Biografia
Nascut el 1899 on llavors era part de l'Imperi Austríac, Tomášek va ser un dels sis fills d'un mestre d'escola que va morir quan ell encara era un nou. Després de completar els seus estudis i el seu servei militar, estudià a la Facultat de Teologia Sant Ciril i Sant Metodi d'Olomouc, sent ordenat prevere el 7 de maig de 1922. Ensenyà religió a les escoles. Posteriorment també ensenyà a la facultat Sant Ciril i Sant Metodi, on va obtenir un doctorat el 1938. Poc després, l'ocupació nazi de Txecoslovàquia portà el tancament de les universitats txeques i Tomášek tornà a fer de mestre d'escola. Després de la guerra, Tomášek tornà a ensenyar a la facultat i va obtenir un segon doctorat.
A causa de l'oposició del govern comunista al poder des de febrer de 1948, amb la censura de sermons i cartes pastorals, a més de prohibir diverses organitzacions religioses, exigia la seva pròpia aprovació pels nomenaments eclesiàstics, el Papa Pius XII nomenà Tomášek bisbe auxiliar d'Olomouc el 12 d'octubre de 1949. Tomášek va ser consagrat bisbe l'endemà.
El 1950, Tomášek, conjuntament amb tots els altres bisbes lleials a Roma, així com la meitat dels preveres, van ser detinguts i enviats a camps de treball. Els monestirs i tots els seminaris catòlics llevat de dos van ser tancats, i l'Església Catòlica Oriental Eslovaca va ser prohibida. El 1953, Tomášek va ser alliberat del cap de Želiv, permetent-se-li continuar la seva funció però només com a capellà de parròquia al poble de Moravská Huzová.
Davant la sorpresa de molts, el govern li va permetre assistir al Segon Concili Vaticà, sent l'únic bisbe txecoslovac que va poder participar en totes les sessions (1962-1965).
El 1965 el cardenal Josef Beran, arquebisbe de Praga, va poder sortir de Txecoslovàquia per rebre el capel cardenalici gràcies a un acord que, en retorn a les concessions a l'Església, es quedaria a Roma i Tomášek va ser nomenat el 18 de febrer de 1965 administrador de la diòcesi, permetent-se-li finalment abandonar Moravská Huzová.
Tomášek ràpidament demanà suport per a les reformes de la Primavera de Praga sota Alexander Dubček el 1968. Amb la concessió d'una major llibertat, es dedicà a aplicar les reformes instituïdes pel Concili Vaticà. La invasió soviètica d'agost de 1968 de nou eliminaren totes les llibertats de Dubček, tot i que el permís estatal perquè existís l'Església Oriental no va ser revocat.
El 24 de maig de 1976 el Papa Pau VI nomenà Tomášek al Col·legi de Cardenals in pectore. L'any següent, el Papa sentí que el perill de represàlies del govern txecoslovac havia minvat i va fer públic el nomenament el 27 de juny de 1977. També nomenà Tomášek arquebisbe de Praga, la seu sobre la qual s'havia considerat més prudent deixar que continués mantenint només els poders d'un administrador apostòlic fins i tot després de la mort del cardenal Beran el 17 de maig de 1969.

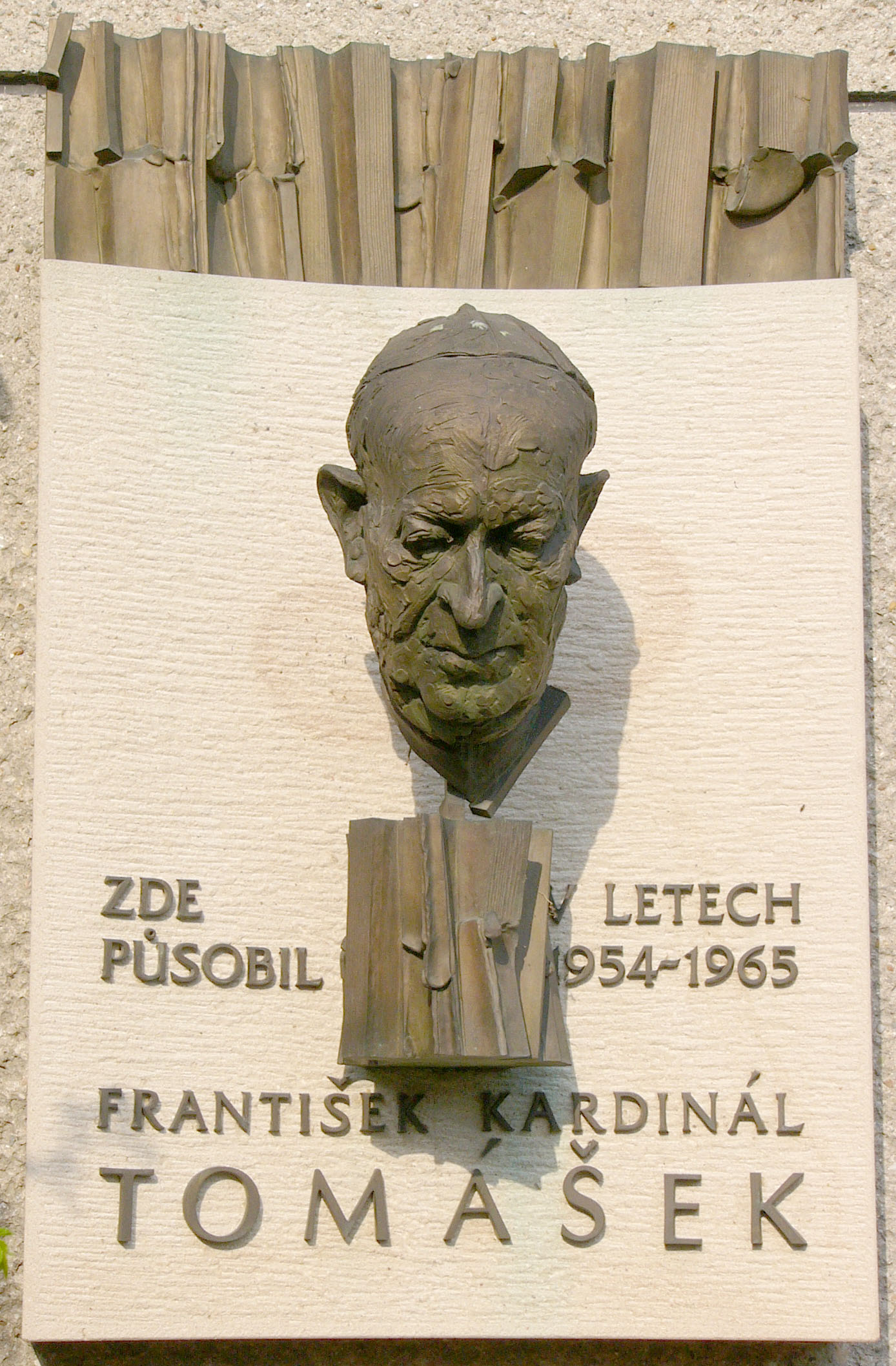
Placa memorial al Cardenal František Tomášek a Moravská Huzová

Tomášek participà en els dos conclaves de 1978 que elegiren a Joan Pau I i a Joan Pau II. Aquest darrer, vell amic de Tomášek, donà alè als caps de l'Església Catòlica de l'Europa Central, incloent Tomášek, que procediren a criticar obertament les polítiques governamentals i a donar suport a les iniciatives d'organitzacions laiques que demanaven una major llibertat, inclosa la Carta 77. La Revolució de Vellut de novembre de 1989 va ser seguida per la visita de Joan Pau II a Txecoslovàquia l'abril de 1990, el seu primer viatge a un país, a part de la seva Polònia natal, sota un règim comunista.
El 27 de març de 1991, quan Tomášek ja tenia gairebé 92 anys, molt després dels 75 anys en què els bisbes ofereixen la seva dimissió, s'acceptà finalment la seva dimissió del govern de la seu de Praga. Va morir el 4 d'agost de 1992.

## Honors
Cavaller de I Classe de l'Orde de Tomáš Garrigue Masaryk - 1991